# 赵亚溥
赵亚溥（1963年8月—2025年6月3日），男，河北晋州人，中国力学家，中国科学院大学岗位教授。曾任中国科学院力学研究所非线性力学国家重点实验室主任。主要研究领域为冲击动力学和微/纳电子机械系统与生物微系统中的力学问题。

## 生平
1984年毕业于太原机械学院（2004年改称中北大学）特种机械工程系弹箭专业。1987年至1989年，在北京理工大学深造，获得硕士学位。1993年加入中国共产党。1994年7月，毕业于北京大学力学系固体力学专业，获理学博士学位。1994年至1996年，在中国科学院力学研究所从事博士后研究。1998年12月晋升为研究员。2003年1月4日，受聘为中北大学客座教授。2000年9月至2006年1月，担任中国科学院力学研究所非线性力学国家重点实验室主任。2013年，开始担任中国科学院大学岗位教授。2025年6月3日13时2分在北京市第六医院逝世。

## 社会兼职
- 中国力学学会第七届理事会常务理事（2002年11月—）
- 中国力学学会第九、十、十一届理事会理事（2010年11月—）
- 中国力学学会微纳米力学工作组组长（2016年6月—2020年6月）
- 中国力学学会物理力学专业委员会副主任（2015年6月—2020年6月）
- 中国微米纳米技术学会第一届理事会常务理事（2005年4月—2010年10月）
- 清华大学摩擦学国家重点实验室学术委员会委员（2019年9月—）

## 荣誉
- 国家杰出青年科学基金（2002年）
- 国家自然科学二等奖（2014年）
- 中国科学院教育教学成果奖（2017年）
- 北京市高等学校教学名师奖（2018年）[4]
- 全国优秀教师荣誉称号（2019年）[5]
- 庆祝中华人民共和国成立70周年纪念章（2019年）

## 出版物
- 赵亚溥. . 北京: 科学出版社. 2012. ISBN 9787030357861.
- 赵亚溥. . 北京: 科学出版社. 2014. ISBN 9787030416858.
- 赵亚溥. . 北京: 科学出版社. 2016. ISBN 9787030499929.
- 赵亚溥. . 北京: 科学出版社. 2018. ISBN 9787030571809.
- 赵亚溥. . 中国科学院大学本科生教材系列. 北京: 科学出版社. 2020. ISBN 9787030646330.